# Província de Kurhessen
La Província de Kurhessen (en alemany Provinz Kurhessen) va ser una província de l'Estat Lliure de Prússia de 1944 a 1945. La capital era Kassel.
Encara que tots els estats alemanys, inclòs Prússia, havien estat dissolts de facto des de 1933, el govern nazi va dissoldre oficialment la província prussiana de Hessen-Nassau en dues províncies l'1 d'abril de 1944: Kurhessen i la província de Nassau.
El nom de Kurhessen prové de l'antic Electorat de Hessen [o Hessen-Kassel, 1803-1866) que, després de la Guerra austro-prussiana, es va unir a Prússia per formar part de la província de Hessen-Nassau.
Després del final de la Segona Guerra Mundial, Kurhessen va passar a mans de l'administració nord-americana. La província va ser dissolta per les forces ocupants el 19 de setembre de 1945 i va formar part de la zona administrativa del Gran Hessen. Poc més d'un any més tard, el Gran Hessen es va convertir en l'estat alemany modern de Hessen.